# Armand Annet
Pour les articles homonymes, voir Annet (homonymie).
 (février 2012).
Si vous disposez d'ouvrages ou d'articles de référence ou si vous connaissez des sites web de qualité traitant du thème abordé ici, merci de compléter l'article en donnant les références utiles à sa vérifiabilité et en les liant à la section « Notes et références ».
Armand Léon Annet (5 juin 1888 - 25 avril 1973) est un administrateur colonial français. Gouverneur de plusieurs territoires, il termine sa carrière comme gouverneur-général de Madagascar sous le régime de Vichy. Condamné à la dégradation nationale en 1947, il a été amnistié en 1954.

## Biographie
Armand Annet est né à Paris le 5 juin 1888, rue de Babylone dans le 7e arrondissement de Paris. Il effectue ses études secondaires au Lycée Chaptal et obtient le baccalauréat en 1907.
Il s'engage alors dans le 39e régiment d'infanterie à Rouen le 8 octobre 1907, et est libéré le 8 octobre 1910.

### Carrière coloniale
Après avoir sollicité un emploi en Afrique-Équatoriale française, il est nommé commis de 3e classe des services civils. Il embarque à Bordeaux le 24 décembre 1910, arrive le 10 janvier 1911 et est envoyé en Oubangui-Chari. Le 1er janvier 1913, il devient commis de première classe. Il est affecté le 15 mars 1914 au cabinet du gouverneur général, et nommé adjoint de deuxième classe le 1er juillet 1914.
Mobilisé le 1er décembre 1914, comme sous-lieutenant d'infanterie métropolitaine mis à la disposition des troupes coloniales, il prend part à la campagne du Cameroun. Blessé à la jambe droite lors de la prise de la factorerie de Moopa, il est promu lieutenant le 30 août 1916, puis capitaine. Mis à la disposition du général de division Aymerich alors commissaire de la République au Cameroun, à partir du1er avril 1916, il travaille dans le cadre du corps d'occupation du Cameroun, puis comme chef de section dans le bataillon indigène du Moyen-Congo.
À partir du 11 mai 1917, il remplit les fonctions de chef de cabinet du lieutenant-gouverneur du Moyen-Congo. Le 10 avril 1919, il est nommé chef du bureau militaire et chef du service des affaires politiques, puis chef de cabinet à partir du 1er janvier 1920 du commissaire de la République au Cameroun.
Détaché en France à l'Agence économique du Cameroun, il devient chef-adjoint du cabinet du gouverneur-général de l'AOF, puis directeur par intérim à partir du 16 mai 1925 et enfin directeur de cabinet le 6 avril 1927. Sous l'égide du gouverneur-général Jules Carde, il gravit tous les échelons administratifs. Le 23 mai 1931, il est nommé gouverneur de troisième classe et mis en service détaché à la disposition du gouverneur général de l'Algérie ; il participe aux conférences nord africaines d'Alger (1930) et de Tunis (1931).
Le 13 novembre 1935, Armand Annet est nommé gouverneur de la Côte française des Somalis. Il est promu gouverneur de 2e classe le 11 janvier 1937. C'est lui qui accueille à Djibouti le négus Haïlé Sélassié qui quitte l'Abyssinie devant les troupes italiennes pour rejoindre l'Europe en mai 1936.
Il quitte la CFS en mai 1937 et rentre en France, où il est nommé au Comité d'études des coutumes indigènes africaines puis au Comité colonial des économies.
Le 19 mars 1938, il est nommé par Albert Lebrun gouverneur du Dahomey. En juin 1940, dans un premier temps favorable à la poursuite des hostilités contre l'Allemagne[réf. nécessaire], il se rallie au maréchal Pétain et est nommé commissaire de la République au Cameroun le 14 août. Bloqué à Libreville lors du ralliement de l'A.E.F. à la France libre, Annet rentre à Dakar lorsque les premières troupes des Forces françaises libres pénètrent dans Libreville.
Gouverneur de Madagascar
Le 11 décembre 1940, il est nommé gouverneur général de Madagascar par le gouvernement de Vichy, à la place de Léon Cayla. Il arrive dans l'île le 12 avril 1941 et prend ses fonctions le 15. Il poursuit la politique de son prédécesseur : la mise en œuvre de la Révolution nationale prônée par Pétain.
En 1942, il s'oppose au débarquement britannique lors de l'opération Ironclad. Tous les bateaux français mouillant à Diego-Suarez sont coulés. Annet organise la bataille de Madagascar qui durera plusieurs mois. Replié à Ihosy, le 6 novembre 1942, il signe un armistice avec les Britanniques et obtient le maintien de la souveraineté française[réf. nécessaire].
Il est remplacé par Robert Sturges.

### Dernières années
Armand Annet est envoyé en résidence surveillée à Zefonstein, petite ville située à une cinquantaine de kilomètres de Johannesburg (Afrique du Sud). Le 21 octobre 1944, il embarque au Cap pour Casablanca. Le 6 juin 1945, il est écroué à la maison d'arrêt de Casablanca puis transféré le 6 juillet à la prison de Fresnes où il effectue 21 mois de détention préventive.
Le 21 mars 1947 : la Haute Cour de justice le condamne à la dégradation nationale à vie. En juillet 1949, Annet bénéficie d'un recours en grâce qui ramène la durée de la dégradation nationale à cinq ans. Il bénéficie ensuite, par décret du Président de la République du 6 juin 1951, d'une mesure gracieuse lui accordant la remise du reste de la dégradation nationale qui le touche. Enfin, la loi du 6 août 1953, lui permet de solliciter une amnistie par décret. Celui-ci est promulgué le 15 avril 1954.
Il meurt le 25 avril 1973, au 21 bis, avenue de La Motte-Picquet à Paris, en ayant publié au préalable plusieurs romans et articles qui célèbrent « l'œuvre coloniale française ». Il publie également une œuvre de mémoire et d'autojustification en 1952.

## Décorations
Il est nommé chevalier de la Légion d'honneur le 4 septembre 1920, promu officier le 2 août 1932, et finit commandeur en 1942. Il perd ses titres après sa condamnation, puis les récupère après avoir été amnistié.
Il est décoré de l'Ordre de l'Étoile noire du Dahomey le 30 octobre 1922, de la croix de guerre (deux citations à l'ordre du régiment, une citation à l'ordre de la division, et une à l'ordre de l'armée), de la croix de guerre belge, officier du Nicham Iftikar et titulaire de la médaille coloniale agrafe AEF.

## Publications
- Annet (Armand), Je suis gouverneur d'outre-mer, Editions du Conquistador, Paris, 1957, 144 p.
- Annet (Armand), En colonne dans le Cameroun : notes d'un commandant de compagnie 1914-1916, Paris, éd. Debresse, 1949, 127p.
- Annet (Armand), Aux heures troublées de l'Afrique Française, 1939-1943, Le Mans, éd. Du Conquistador, 1952, 251p.
- Annet (Armand), Le secret du Tengelin, Paris, éd. Du Scorpion, 1966, 217p.
- Annet (Armand), Le poste à bois, Roman de la grande forêt, Paris, éd Debresse, 1972, 157p.
- Annet (Armand), "En Forêt" dans Revue indépendante, Revue d'action nationale, sociale, littéraire, artistique, documentaire, juillet 1951, 8e anthologie, p.4.
- Annet (Armand), "Réflexions sur la politique coloniale française" dans Revue indépendante, Revue d'action nationale, sociale, littéraire, artistique, documentaire, Avril 1953, p.24 à 28.